# Histon
 Der er for få eller ingen kildehenvisninger i denne artikel, hvilket er et problem. Du kan hjælpe ved at angive troværdige kilder til de påstande, som fremføres i artiklen.

Histoner er kromosomproteiner, der danner spoler, som DNA folder sig omkring. Disse kaldes nukleosomer og ligner perler på en snor. Dette medfører at genomet kan pakkes, således at der er plads til det i cellekernen. Histonerne deltager også i genregulering i prokayoter. 

## Hovedtyper
Der findes fem hovedtyper af histonproteinerne: H1, H2A, H2B, H3 og H4. Histonerne H2A, H2B, H3 og H4 binder som en oktamer og danner dermed nukleosomerne som DNAet vikles op om, mens histon H1 binder til DNAet undenfor nukleosomerne. 

## Modificeringer
Histonerne i nukleosomerne er mål for forskellige posttranskriptionelle modificeringer såsom methylering, acetylering, fosforylering og ubiquitinering. Disse modificeringer findes hovedsagelig i histonernes N-terminale dele.

## Andre funktioner
Histonerne har udover at være strukturelle proteiner også en vigtig funktion ved genregulering samt for dannelsen af forskellige kromatinformer. Histon deacetyltransferase enzymerne er en gruppe bestående af i mennesket 11 enzymer som deacetylerer histonerne. Histonmodifikationer kaldes sammen med DNA-metylering for genetiske ændringer og har en vigtig funktion for bl.a. embryoudvikling og udvikling af forskellige kræftformer.

## Eksterne links
- Giant Viruses May Have Played Important Role in Evolution of Life. SciNews 2018

| Naturvidenskab | Spire Denne naturvidenskabsartikel er en spire som bør udbygges. Du er velkommen til at hjælpe Wikipedia ved at udvide den. |